# Abeeso Facula
L'Abeeso Facula è una struttura geologica della superficie di Mercurio.